# Bezugswert (Akustik)
Bezugswert bezeichnet spezielle Werte, die bei Angabe von Pegeln für in der Akustik gebräuchliche physikalische Größe verwendet werden. Für jede dieser Größen ist dabei ein eigener Bezugswert festgelegt. Die Pegelangabe 0 dB bedeutet, dass der Größenwert gleich dem Bezugswert ist.
Der bekannteste Bezugswert ist der ausgehend von der Hörschwelle festgelegte Wert von 20 µPa zur Berechnung des Schalldruckpegels.
Wichtige genormte Bezugswerte für die Berechnung in der Akustik sind:
| Pegel                         | Bezugswert |
| ----------------------------- | --- |
| Schalldruckpegel Lp           | {\displaystyle p_{0}=2\cdot 10^{-5}\,\mathrm {Pa} } = 20 µPa (in Luft) {\displaystyle p_{0}=10^{-6}\,\mathrm {Pa} } = 1 µPa (in anderen Medien) |
| Auslenkungspegel Lξ           | Fehler beim Parsen (SVG (MathML kann über ein Browser-Plugin aktiviert werden): Ungültige Antwort („Math extension cannot connect to Restbase.“) von Server „http://localhost:6011/de.wikipedia.org/v1/“:): {\displaystyle \xi_0 = 10^{-6}\,\mathrm{m}} (Körperschall) |
| Schallschnellepegel Lv        | {\displaystyle v_{0}=5\cdot 10^{-8}\,\mathrm {m} /\mathrm {s} } (Luft- und Körperschall) {\displaystyle v_{0}=10^{-9}\,\mathrm {m} /\mathrm {s} } (vorwiegend Wasserschall)                                                                                            |
| Schallbeschleunigungspegel La | {\displaystyle a_{0}=10^{-6}\,\mathrm {m} /\mathrm {s} ^{2}} (Körperschall) |
| Schallleistungspegel LW       | {\displaystyle P_{0}=10^{-12}\,\mathrm {W} } |
| Schallintensitätspegel LI     | {\displaystyle I_{0}=10^{-12}\,\mathrm {W} /\mathrm {m} ^{2}} |
| Schallenergiedichtepegel Lw   | {\displaystyle w_{0}=10^{-12}\,\mathrm {J} /\mathrm {m} ^{3}} |
| Schallenergiepegel LE         | {\displaystyle E_{0}=10^{-12}\,\mathrm {J} } |